# Yokkaichi
Yokkaichi (Japans: 四日市市, Yokkaichi-shi) is een industrie- en havenstad in de prefectuur Mie in Japan. Bij de volkstelling van 2020 had Yokkaichi 305.424 inwoners op een oppervlakte van 206,5 km². De stad ligt ten zuidwesten van de stad Nagoya en is onderdeel van de metropool Chukyo.

## Etymologie
Yokkaichi was vroeger een belangrijke marktplaats. De naam van de stad, letterlijk "vierde dag markt", duidt op de markt die in de Azuchi-Momoyamaperiode elke maand op de 4e, 14e en 24e werd gehouden.

## Geschiedenis
Yokkaichi was in de Edoperiode een halteplaats aan de Tōkaidō.
Yokkaichi werd op 30 augustus 1897 erkend als stad (shi). In de daaropvolgende eeuw zijn talloze dorpen en gemeentes bij de stad gevoegd.
Op 1 november 2000 werd Yokkaichi een speciale stad (特例市, tokurei-shi).

## Yokkaichi-astma
De Yokkaichi-astma, een van de vier grote uitbraken van vervuilingsziekte in Japan, deed zich voor in Yokkaichi tussen 1960 en 1972. Door het verbranden van aardolie en ruwe olie waren er grote hoeveelheden zwaveloxide vrijgekomen die veel smog veroorzaakten. Dit resulteerde in ernstige gevallen van chronische obstructieve longziekte, chronische bronchitis, longemfyseem en astma bij de lokale bevolking.

## Economie
Yokkaichi is een industriestad met machinebouw, aardolieraffinaderijen, chemische industrie (petrochemische industrie), cement, textielindustrie en porseleinfabrieken. De snelle industrialisering heeft geleid tot schade aan het milieu en luchtvervuiling, die bij de bevolking leidde tot zogenaamde Yokkaichi-astma. Door maatregelen bij de fabrieken en door vergroening van de stad is het probleem in het stadscentrum verholpen.
De haven heeft een grote containeroverslagterminal.

## Verkeer
Yokkaichi ligt aan de Kansai-hoofdlijn van Central Japan Railway Company/West Japan Railway Company, aan de Nagoya-lijn, de Yunoyama-lijn, de Utsube-lijn en de Hachiōji-lijn van de Kintetsu (Kinki Nippon Tetsudō), de Sangi-lijn van de Sangi Spoorwegmaatschappij en de Ise-lijn van de Ise Spoorwegmaatschappij.
Yokkaichi ligt aan de Higashi-Meihan-autosnelweg, de Isewangan-autosnelweg en aan de autowegen 1, 23, 25, 164 306, 365 en 477.

## Stedenbanden
Yokkaichi heeft een stedenband met
- Long Beach (Californië), Verenigde Staten, sinds 7 oktober 1963
- Sydney, Australië, sinds 24 oktober 1968
- Tianjin, Volksrepubliek China, sinds 28 oktober 1980

## Aangrenzende steden
- Inabe
- Kōka
- Kuwana
- Suzuka

## Geboren in Yokkaichi
- Naoki Hattori, autocoureur en autosportjournalist
- Daijiro Kato, motorcoureur